# Tűzoltó Múzeum (Mosonmagyaróvár)

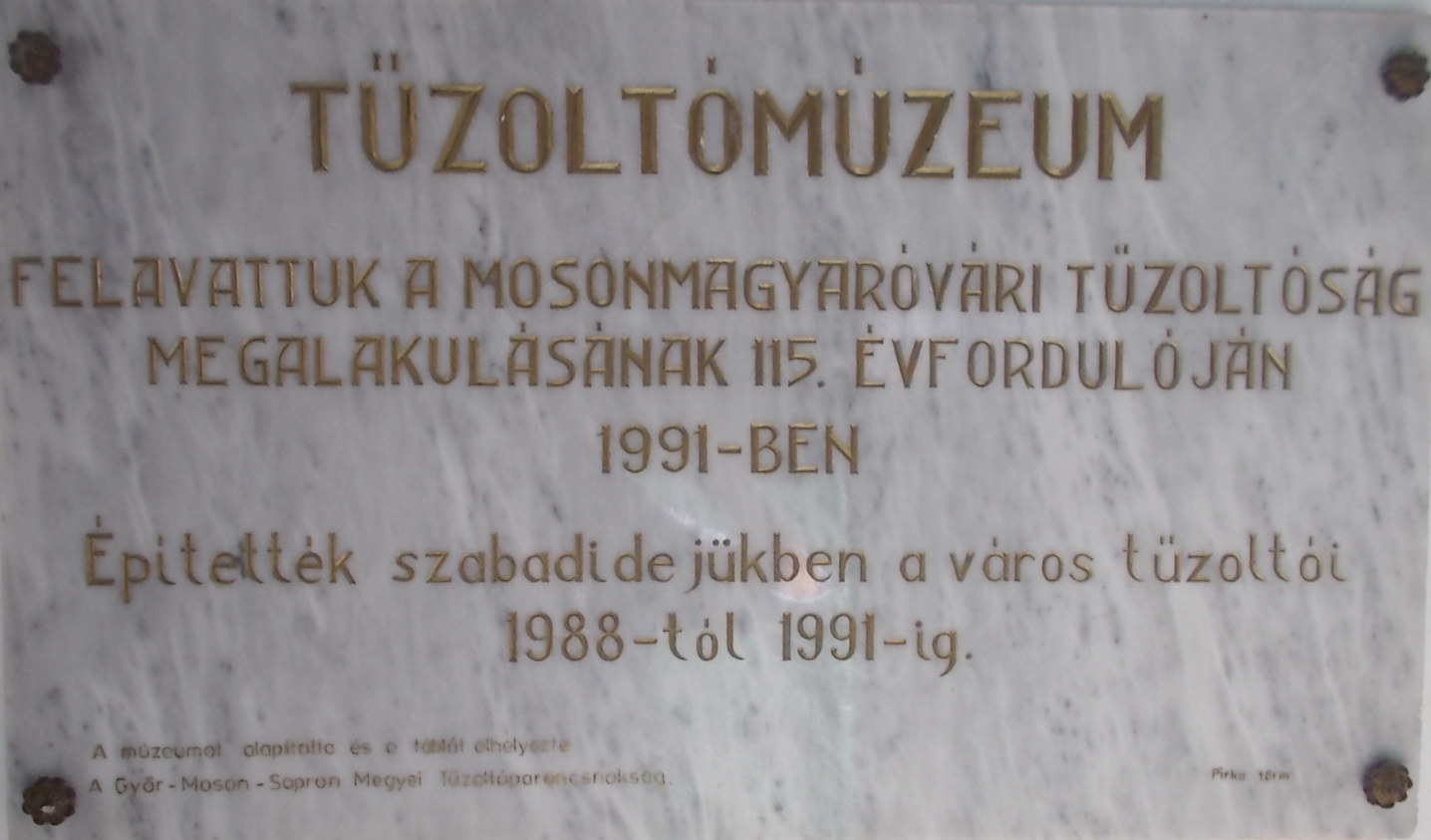
1991-es emléktábla

A Tűzoltó Múzeumot a mosonmagyaróvári városi Tűzoltóság megalakulásának 115. évfordulójára (1991-ben) avatták fel. A múzeumot a város tűzoltói rendezték be. Teljes körképet ad a tűzoltó eszközök fejlődéséről és változásairól. A tárlatvezetést tűzoltók biztosítják.
Cím: Alkotmány utca 16.

## Külső hivatkozás
- Tűzoltó Múzeum, Mosonmagyaróvári Hivatásos Önkormányzati Tűzoltóság

- , Huszonkilenc éve mutatja be a múlt emlékeit a mosonmagyaróvári tűzoltó kiállítás